# Julian Jacobs
Pour les articles homonymes, voir Julian et Jacobs.
Julian Jacobs, né le 23 novembre 1994 à Las Vegas, Nevada, est un joueur américain de basket-ball. Il évolue aux postes d'arrière et de meneur.

## Biographie

### Carrière universitaire
Il passe ses trois années universitaires à l'université du Sud de la Californie (USC) où il joue pour les Trojans.

### Carrière professionnelle
Le 23 juin 2016, lors de la draft 2016 de la NBA, automatiquement éligible, il n'est pas sélectionné. Il participe à la NBA Summer League 2016 d'Orlando avec les Pacers de l'Indiana. En quatre matchs, il a des moyennes de 4 points, 2,5 rebonds et 1,5 passe décisive en 11,4 minutes par match.
Le 2 septembre 2016, il signe avec les Lakers de Los Angeles pour participer au camp d'entraînement et tenter de faire sa place parmi les quinze joueurs retenus.

## Statistiques

### Universitaires
Les statistiques en matchs universitaires de Julian Jacobs sont les suivantes :
| Saison    | Équipe | Matchs | Titul. | Min./m | % Tir | % 3pts | % LF | Rbds/m. | Pass/m. | Int/m. | Ctr/m. | Pts/m. |
| --------- | ------ | ------ | ------ | ------ | ----- | ------ | ---- | ------- | ------- | ------ | ------ | ------ |
| 2013-2014 | USC    | 32     | 19     | 28,2   | 40,9  | 31,0   | 75,4 | 4,38    | 3,62    | 1,06   | 0,44   | 6,59   |
| 2014-2015 | USC    | 32     | 32     | 27,1   | 50,2  | 28,1   | 67,1 | 4,28    | 3,53    | 1,12   | 0,41   | 8,44   |
| 2015-2016 | USC    | 31     | 31     | 31,0   | 47,1  | 32,6   | 70,4 | 4,87    | 5,42    | 1,23   | 0,42   | 11,65  |
| Total     |        | 95     | 72     | 28,7   | 46,4  | 30,9   | 70,7 | 4,51    | 4,18    | 1,14   | 0,42   | 8,86   |

## Palmarès
- NABC All-District (20) Second Team (2016)
- All-Pac-12 First Team (2016)